# 오인 (4대종)
5인(五因)은 4대종(四大種)과 소조색(所造色: 4대종에 의해 만들어진 물질)의 인과관계에 대한 설일체유부 등의 부파불교의 교의에서, 4대종이 소조색에 대해 가지는 원인[因]으로서의 5가지 측면을 말한다. 이 5가지 측면을 생인(生因) · 의인(依因) · 입인(立因) · 지인(持因) · 양인(養因)이라고 한다.

## 생인
생인(生因, 산스크리트어: janana-hetu)은 생기[起]의 원인이라는 뜻으로, 4대종은 서로 결합하여 소조색을 생겨나게[生起] 하는 인과관계를 가지므로 생인(生因: 생기게 하는 힘)이라고 한다.

## 의인
의인(依因, 산스크리트어: niśraya-hetu)은 변이[變]의 원인이라는 뜻으로, 소조색이 4대종의 결합에 의해 생겨난[生起: 만들어 일으킴] 후, 소조색은 4대종에 의지(依支)하여 전변한다는 인과관계를 가지는데, 마치 제자가 스승들에 의지하는 것과 같기 때문에 의인(依因: [변이의] 근거로서의 힘)이라고 한다.

## 입인
입인(立因, 산스크리트어: pratiṣṭhā-hetu): 지탱[持]의 원인이라는 뜻으로, 4대종은 소조색의 성립을 임지(任持: 지탱함)시키는 인과관계를 가지는데, 마치 대지가 사물을 지탱하는 것과 같기 때문에 입인(立因: 세워놓는 힘, 지탱시키는 힘)이라고 한다.

## 지인
지인(持因, 산스크리트어: upastambha-hetu)은 지속[住]의 원인이라는 뜻으로, 4대종은 소조색이 단절되지 않고 계속되게 하는 인과관계, 즉 소조색이 계속하여 상속(相續)될 수 있게 하는 인과관계를 가지기 때문에 지인(持因: 지속시키는 힘)이라고 한다.

## 양인
양인(養因, 산스크리트어: upabriṃhaṇa-hetu): 성장[長]의 원인이라는 뜻으로, 4대종은 소조색을 증장(增長: 성장과 발달) 또는 장양(長養)시키는 인과관계를 가지기 때문에 양인(養因: 양육시키는 힘)이라고 한다.

## 참고 문헌
- 세친 지음, 현장 한역, 권오민 번역. 《아비달마구사론》. 한글대장경 검색시스템 - 전자불전연구소 / 동국역경원. |title=에 외부 링크가 있음 (도움말)
- 오형근 (1990). 〈부파불교의 물질론 연구(II)〉. 《불교학보》.
- 운허.  동국역경원 편집, 편집. 《불교 사전》. |title=에 외부 링크가 있음 (도움말)
- (중국어) 星雲. 《佛光大辭典(불광대사전)》 3판. |title=에 외부 링크가 있음 (도움말)
- (중국어) 세친 조, 현장 한역 (T.1558). 《아비달마구사론(阿毘達磨俱舍論)》. 대정신수대장경. T29, No. 1558, CBETA. |title=에 외부 링크가 있음 (도움말)